# Suzi Lorraine
Pour les articles homonymes, voir Lorraine (homonymie).
Suzi Lorraine est un mannequin et actrice américaine née le 15 février 1978 aux États-Unis.

## Biographie
Suzi Lorraine a tourné dans des films classiques, mais aussi dans des films d'horreur et des films érotiques. Elle se produit parfois sous le nom de Suzi Leigh, Suzi Shareaux ou Kelli Summers.

## Filmographie
(août 2020).
- 2002 : Serial killer
- 2002 : Abducted! : Dawn Pierce
- 2002 : Revenge of the Necktie Strangler
- 2002 : Dirtbags
- 2002 : We're Coming to Help : la présentatrice
- 2002 : Roxanna : Sarah Lawrence
- 2002 : The Erotic Time Machine : Mademoiselle Manners
- 2002 : Vampire Queen
- 2002 : B-Movie : Suzi
- 2002 : Satan's School for Lust : Linda
- 2003 : Cold Blonded Murders : Isha
- 2003 : That 70's Girl : Jennifer
- 2003 : The Lord of the G-Strings : Drusilla
- 2003 : The Tenement : Morgan Reynolds
- 2003 : Spiderbabe : Sally
- 2003 : Sexual Confessions : Kelli
- 2004 : Skits-O-Phrenia
- 2004 : The Night They Returned : Tawny Taggart
- 2004 : Acrimony : Tara
- 2004 : Busty Cops
- 2004 : Sins of the Father : Morgan Reynolds
- 2004 : Satan's Schoolgirls : Sœur Hélène
- 2004 : Around Midnight : une hôtesse
- 2004 : Chainsaw Sally : Busybee
- 2005 : The Crucifier
- 2005 : Purple Glow : Marybeth Cavanaugh
- 2006 : She-Demons of the Black Sun : Belial
- 2006 : Death from Beyond
- 2006 : Parco P.I.
- 2006 : Zombies anonymous
- 2007 : Day of the Ax : Mary Ann
- 2007 : Le Come-Back (Music and Lyrics) : l'infirmière
- 2007 : Knock Knock : Diane Lee
- 2007 : Recon 2022 : Beverley Jones
- 2007 : Rise of the Ghosts : Carol
- 2007 : Methodic : Lisa Matthews
- 2008 : Torment : Lauren
- 2008 : Sea of Dust
- 2008 : Destined to Be Ingested : Sandy
- 2009 : Claang the Game : Elanor
- 2009 : Wichmaster General : Delia Morgan
- 2009 : As the World Turns
- 2009 : Bikini Girls on Ice : Kelly
- 2009 : Mister Dissolute : Marie
- 2009 : Won Ton Baby ! : Little Wing
- 2010 : Under the Scares : Suzi
- 2010 : The Sickness : Simone